# にがい米
『にがい米』(にがいこめ、イタリア語: Riso amaro) は、1949年製作・公開、ジュゼッペ・デ・サンティス監督によるイタリア映画である。

## キャスト
| 役名           | 俳優                     | 日本語吹き替え | 日本語吹き替え |
| 役名           | 俳優                     | NHK総合版      | 東京12ch版     |
| -------------- | ------------------------ | -------------- | -------------- |
| ウォルター     | ヴィットリオ・ガスマン   | 納谷悟朗       | 青野武         |
| フランチェスカ | ドリス・ダウリング       | 富田恵子       |                |
| シルヴァーナ   | シルヴァーナ・マンガーノ | 楠侑子         | 弥永和子       |
| マルコ         | ラフ・ヴァローネ         | 田中信夫       |                |

- NHK総合版：初回放送1969年9月7日 15:55-17:30『劇映画』
- 東京12ch版：初回放送1977年6月17日『想い出の名作洋画劇場』

制作：ザック・プロモーション

## ストーリー
1948年5月のこと。高級ネックレスを盗んだ2人組の泥棒、フランチェスカとウォルターは、警察の手から逃れようと、ポー渓谷のピエモンテの上流にあるヴェルチェッリ県の水田地帯に向かう女性だけの田植え労働者の群れの中に紛れ込む。水田地帯へ向かう列車に乗ろうとした2人は、田植え労働者のシルヴァーナに出会う。フランチェスカはシルヴァーナと一緒に列車に乗り、シルヴァーナは彼女に40日間の農場での生活について説明する。フランチェスカは労働許可証を持っていないため、他の「不法労働者」たちと同様、働ける水田を見つけるのに苦労する。許可証を持っている労働者や監督者からは嫌がられるが、人手が必要なことから、結局、不法労働者も働くことを許される。シルヴァーナとフランチェスカは作業中に、除隊間近の軍曹マルコに出会う。マルコはシルヴァーナの興味を引こうとするが上手くいかない。
兵舎を利用した労働者たちの宿舎、田植え作業中に勃発する対立するグループ間の取っ組み合いの喧嘩、米を中心とした粗末な食事の様子などが描かれる。また、或る夜、広場でのダンス・パーティで、レコードプレーヤーを持ち込んだシルヴァーナがふさふさと生えた腋毛を晒しながら妖しく踊り、男たちを魅了する様子が描かれる。
田植えシーズンが終わりに近づいた頃、ウォルターが米農場にやって来て、3人組の男たちが密かに進めていた、大量の米を盗む計画に参画する。彼の犯罪者的な生き方に刺激されたシルヴァーナはウォルターに惹かれるようになる。最終日前夜のお祭りの時、彼女はウォルターたちの犯行を助けするために、水田の畔を切り崩して皆の関心をそちらに向けさせるが、フランチェスカとマルコはウォルターとその共犯者による犯罪を阻止しようとする。フランチェスカとシルヴァーナは、マルコとウォルターがそれぞれ持っていた拳銃で対峙する。フランチェスカはシルヴァーナに、自分はウォルターに操られていたのだと説明する。それを聞いたシルヴァーナはウォルターに銃を向け、彼を殺す。その直後、彼女は罪悪感から、お祭りの櫓の頂上から身を投げて自殺する。翌日、労働者たちが去る時、労働の報酬として受け取ったコメの袋から、シルヴァーナの遺体に米を振りかけて彼女の死を悼む。

## エピソード
- 1956年、『水田地帯』(La Risaia) の題名でリメイクされた。